# Анищенков, Павел Яковлевич
Па́вел Я́ковлевич Ани́щенков (5 июня 1919 — 11 апреля 1990) — участник Великой Отечественной войны, командир отделения разведки дивизиона 362-го артиллерийского полка 106-й стрелковой дивизии 65-й армии Центрального фронта, старший сержант.
Герой Советского Союза (30.10.1943), старший лейтенант запаса с 1956 года.

## Биография
Родился 5 июня 1919 года в деревне Никольское 3-е (ныне Верхнехавского района Воронежской области) в крестьянской семье. Русский. Окончил 5 классов. Работал в пожарной охране в городе Воронеже (мемориальная доска П. Я. Анищенкову установлена на здании Пожарной части № 1 Центрального района Воронежа, ул. Ленина, д. 79).
В Красной армии с 1939 года. Служил на Дальнем Востоке в пограничных войсках Народного комиссариата внутренних дел (НКВД) СССР, в Гродековском Краснознамённом имени Лазаря Моисеевича Кагановича пограничном отряде НКВД. С началом Великой Отечественной войны на фронте. Член ВКП(б) с 1943 года.
Командир отделения разведки дивизиона 362-го артиллерийского полка (106-я стрелковая дивизия, 65-я армия, Центральный фронт) старший сержант Павел Анищенков 15 октября 1943 года севернее посёлка городского типа Лоев Лоевского района Гомельской области Белоруссии обнаружил на середине реки Днепр лодку с пятью ранеными советскими воинами. Перегнав её к левому берегу и оказав бойцам первую помощь, артиллерийский разведчик Анищенков продолжал выполнение задачи.
В ходе разведки на правом берегу реки старший сержант уничтожил расчёт пулемёта противника, обнаружил семь вражеских пулемётных точек и миномётную батарею, которые по его данным были подавлены артиллерийским огнём.
Указом Президиума Верховного Совета СССР от 30 октября 1943 года за образцовое выполнение боевых заданий командования на фронте борьбы с немецко-фашистскими захватчиками и проявленные при этом мужество и героизм старшему сержанту Анищенкову Павлу Яковлевичу присвоено звание Героя Советского Союза с вручением ордена Ленина и медали «Золотая Звезда» (№ 1612).
После войны П. Я. Анищенков продолжал службу в армии. С 1956 года старший лейтенант П. Я. Анищенков — в запасе. Жил в родной деревне, затем переехал в город Воронеж, где скончался 11 апреля 1990 года.

## Награды
- Медаль «Золотая Звезда» Героя Советского Союза
- Орден Ленина
- Орден Отечественной войны I степени
- Два ордена Красной Звезды
- Орден «Знак Почёта»
- Медали, в том числе:
  - Медаль «За победу над Германией в Великой Отечественной войне 1941—1945 гг.»
  - Юбилейная медаль «Двадцать лет Победы в Великой Отечественной войне 1941—1945 гг.»
  - Юбилейная медаль «Тридцать лет Победы в Великой Отечественной войне 1941—1945 гг.»
  - Юбилейная медаль «Сорок лет Победы в Великой Отечественной войне 1941—1945 гг.»